# 埼玉県立岩槻高等学校
埼玉県立岩槻高等学校（さいたまけんりついわつきこうとうがっこう）は、さいたま市岩槻区にある高等学校である。県下で唯一の国際文化科を設置している。

## 沿革
- 1948年（昭和23年） - 岩槻町他9カ町組合立埼玉県立春日部高等学校岩槻分校として開校。
- 1955年（昭和30年） - 岩槻市他2カ市町組合立埼玉県立春日部高等学校岩槻分校に改称。
- 1962年（昭和37年） - 埼玉県岩槻高等学校として開校。校章制定。
- 1966年（昭和41年） - 埼玉県立岩槻高等学校として開校。校歌・校旗制定。
- 1991年（平成3年） - 国際理解教育推進校となる。
- 1994年（平成6年） - 国際文化科設置。
- 1996年（平成8年） - 県立高校インターリンクス事業推進校となる。
- 1998年（平成10年） - 創立50周年記念式典挙行。
- 2008年 (平成20年） - 創立60周年記念式典挙行。
- 2022年（令和4年） - 埼玉県立岩槻北陵高等学校を統合した新しい高等学校に移行する事が明らかとなる。
- 2025年（令和7年） - 当年度をもって募集停止[1]。
- 2026年（令和8年） - 当校の所在地に、岩槻北陵高等学校と統合した新しい高等学校が設置される（予定）。

## 特色
近年は男子よりも女子生徒が100名強多い高校で、国際文化科が設置されている。毎年海外からの留学生を受け入れ、校内からの留学も積極的に行っている。
国際文化科では1年次・夏に、イングリッシュ・サマーキャンプを行う。キャンプ中は日常会話においても英語での会話を心がける。また、自国文化理解を深めるため、歌舞伎の鑑賞会も行われる。
普通科は３年次より文系クラス・理系クラスに分かれる。国際文化科は2年次より英語関係の授業が大幅に増える。海外時事を学ぶ「時事英語」等の科目も追加される。希望者はオーストラリアにて約2週間の海外授業体験学習を行う（普通科・国際文化科問わず）。
年に一度、生徒会及び各クラスから選出された「まさご委員」により委員会により「真砂」（まさご）という小冊子が発行される。
平成19年度卒業生の進路状況は、大学が約42.7%、専門学校が26.1%であった。
近年の入試倍率は、令和2年度が普通科0.99倍、国際文化科1.05倍、平成31年度が普通科1.07倍、国際文化科1.55倍、平成30年度が普通科1.14倍、国際文化科1.25倍。

## 学校行事
2年次には修学旅行が行われる（場所は平成30年、令和元年は沖縄）。
体育祭のほか、球技大会は2日間行われる。また、マラソン大会は埼玉スタジアム2002周辺を走り、男子が12km、女子が8kmで、制限時間が設けられている。

## 施設
2018年に創立70周年を迎えたということもあり、校舎は全体的に古い印象である。校舎は「王」の字を横倒しにしたような構造になっており、普通教室棟、特別教室棟、管理棟と分けられている。正門から見える昇降口には、「人形の街」として全国に知られる岩槻区の雛人形をモチーフにした「雛時計」が設置されている。
また、食堂が存在する。学校内にプールの施設はない。

## 部活動
1年次は全員参加、2年次より自由参加となる。運動部では陸上部や硬式テニス部、文化部では吹奏楽部が優れた実績を残している。

バドミントン部、バレーボール部は女子のみ。
運動部
- 野球
- 陸上競技
- サッカー
- 男女バスケットボール
- バレーボール（女子のみ）
- 男女硬式テニス
- ソフトテニス（女子のみ）
- バドミントン（女子のみ）
- 卓球
- 剣道
- 柔道
- 山岳

文化部
- 吹奏楽
- 美術
- 放送
- 生活研究
- 軽音楽
- コンピュータ
- 漫画
- 音楽
- 新聞
- 社会
- インターアクト
- 競技かるた
- 書道
- 華道
- 茶道
- 演劇
- 国際文化交流

同好会
- 写真
- 文芸

## 著名な卒業生
- 桂小南 - 落語家
- 石川俊輝 - サッカー選手(大宮アルディージャ所属)
- 川口りさ - 女優
- 津島亜由子 - アナウンサー
- 登静江 - タレント
- 兵頭秀一 - 実業家
- 平野功二 - 写真家・映画監督・彫刻家

## アクセス
- 東武野田線岩槻駅から徒歩15～20分。最寄りのバス停は「岩槻高校入口」。